# パベル・プロッツ
パベル・プロッツ（Pavel Ploc、1964年6月15日 - ）は、チェコ北部Jilemnice出身の元スキージャンプ選手でオリンピックチェコスロバキア代表。

## プロフィール
プロッツは1982年17歳でワールドカップにデビュー、初戦のフライング（オーストリアのバードミッテルンドルフ）で12位に入った。
1983年のスキーフライング世界選手権（チェコ・ハラコフ）で181メートルの世界記録を樹立した（翌年マッチ・ニッカネンが182メートルで更新した）。このときは2位になっている。
冬季オリンピックでは2つのメダルを獲得している。1984年サラエボオリンピックでは90m級個人で銅メダル（70m級個人は14位）、1988年カルガリーオリンピックでは70m級個人銀メダル（90m級5位、団体4位）である。
ノルディックスキー世界選手権でも団体戦で合計2つの銅メダルを獲得している。（1984年、1989年）
ワールドカップでは通算10勝（2位9回3位8回）をあげ、1983/84シーズンには総合3位、1987/88シーズンに総合2位となっている。